# 周道绣
周道绣，华中农业大学教授，研究方向为水稻发育生物学等，中国教育部第五批“长江学者”特聘教授。

## 生平
1983年获得华中农业大学农学学士学位，1988年获得格勒诺布尔-阿尔卑斯大学细胞生物学博士学位，1988至1991年在加利福尼亚大学从事博士后研究；
1990年起，先后在法国国家科研中心、必卡第大学、巴黎十一大学等机构担任研究员、教授等，从事植物基因等方面的研究；
2003年起，任华中农业大学教授。